# Tertenia
Tertenia (sardinsky: Tertenìa) je italská obec (comune) v provincii Nuoro v regionu Sardinie. Nachází se ve výšce 129 metrů nad mořem a má přibližně 3 900 obyvatel. Rozloha obce je 117,65 km².